# Murray Sargent
Murray Sargent III (* 18. August 1941 in New York City) ist ein US-amerikanischer Physiker, der sich mit Laserphysik und Softwaretechnik beschäftigt.

## Leben und Werk
Sargent studierte an der Yale University, wo er 1964 seinen Master-Abschluss machte und 1967 bei Willis Lamb in theoretischer Physik promoviert wurde. Als Post-Doktorand war er 1967 bis 1969 bei den Bell Laboratories. Seit 1969 war er an der University of Arizona (auf Einladung von Marlan Scully), ab 1969 als Assistant Professor (in der Informatik Fakultät), ab 1972 als Associate Professor und ab 1977 als Professor für Optik. 2002 wurde er emeritiert. In den Sommermonaten 1981 bis 1991 war er regelmäßig Gastprofessor am Max-Planck-Institut für Quantenoptik (wo Scully ebenfalls war) und 1975/76 Gastprofessor am Max-Planck-Institut für Festkörperforschung in Stuttgart. Außerdem war er 1978 bis 1982 Berater des Los Alamos National Laboratory und 1977 bis 1979 beim Raketenversuchsgelände White Sands der US-Armee.
Neben Laserphysik interessierte er sich schon früh für Computer, zum Beispiel arbeitete er als Student bei PerkinElmer an Analogrechner-Simulationen von Servomechanismen und automatisierte Ende der 1970er Jahre mit Mikroprozessoren die Steuerung seines Hauses. Bekannt ist er neben seiner Tätigkeit als Laserphysiker aus seiner Beteiligung an der Windows-Entwicklung. Sargent war 1987 zuerst für die Sommermonate bei Microsoft, wo man durch seine Entwicklung eines Debuggers (SST Debugger) auf ihn aufmerksam geworden war. 1988 wurde er Berater bei Microsoft und machte sich (zunächst ohne Wissen der Microsoft-Spitze) mit David Weise daran, Windows 2.0 im Protected Mode zum Laufen zu bringen, was die damalige Arbeitsspeicher-Barriere der grafischen Benutzeroberfläche durchbrach (gleichzeitig aber auch das damals als Priorität betrachtete OS/2-Projekt mit IBM gefährdete – und schließlich obsolet machte).
Seit 1992 ist er bei Microsoft Senior Software Design Engineer. Später befasst er sich vor allem mit Wortprozessoren (Textdarstellung und mathematische Funktionen in Microsoft Office, Unicode-Entwicklung). Seinen ersten Wortprozessor PS Technical Word Processor hatte er schon vor seiner Zeit bei Microsoft entwickelt, um seine eigenen Bücher damit zu setzen. 1969 in seiner Zeit bei den Bell Labs entwickelte er schon eine Programmiersprache, um mathematische Formeln zu schreiben. Seit 1995 ist er im Technischen Komitee von Unicode.
Sargent ist Ko-Autor mehrerer Bücher über Laserphysik und Computertechnik.
Er ist Fellow der American Physical Society, der American Association for the Advancement of Science und der Optical Society of America, deren Journal of the Optical Society of America er seit 1980 mit herausgab. 1975/76 erhielt er den Humboldt-Forschungspreis.

## Schriften
- mit Marlan O. Scully, Willis Lamb: Laser Physics, Westview Press 1978
- mit Richard Shoemaker: Interfacing computers to the real world, Addison-Wesley 1981, neue Auflage als IBM Personal Computer from the inside out, Addison-Wesley 1986, Personal Computer from the inside out: the programmer’s guide to low-level PC hardware and software, Addison-Wesley 1995
- mit Weng W. Chow, Stephan W. Koch: Semiconductor Laser Physics, Springer 1994, 1997
- mit Pierre Meystre: Elements of quantum optics, Springer 1990, 2007